# Kabinou
Kabinou är en ort i Burkina Faso.   Den ligger i regionen Centre-Ouest, i den centrala delen av landet, 80 km väster om huvudstaden Ouagadougou. Kabinou ligger 294 meter över havet och antalet invånare är 2 381.
Terrängen runt Kabinou är platt. Närmaste större samhälle är Koudougou, 11,5 km nordväst om Kabinou.
Omgivningarna runt Kabinou är en mosaik av jordbruksmark och naturlig växtlighet. Runt Kabinou är det ganska tätbefolkat, med 124 invånare per kvadratkilometer.